# الشتاء (قصيدة)
الشتاء (الفارسية: زمستان) هو عنوان القصيدة الأكثر شهرة للشاعر الإيراني المعاصر مهدي أخوان ثالث (1928-1990)، والتي نشرت في عام 1956. وقد أُلفَت باللغة الفارسية وتُرجمَت إلى بعض اللغات الأخرى. تتكون القصيدة من طبقتين: على السطح، يصف المتحدث موسم البرد، ولكن على نحو أعمق فإنه يصور اليأس الناجم عن القمع السياسي في إيران؛ وخاصة بعد الانقلاب الإيراني عام 1953.

## التكيف الموسيقي
أدَّى محمد رضا شجريان في حفل موسيقي القصيدة في كاليفورنيا في عام 2000. لحن موسيقى الأغنية حسين علي زاده. نُشر الحفل المسجل كألبوم في العام التالي في إيران. كان عنوان الألبوم هو "It's Winter" وهو يردد صدى السطر الأخير من القصيدة.

## روابط خارجية
- الترجمة الإنجليزية لإيراج بشيري